# Georg Tazreiter
Georg Tazreiter (* 4. März 1986) ist ein österreichischer Radrennfahrer.
Georg Tazreiter wurde 2005 bei der österreichischen Bahnradmeisterschaft jeweils Dritter im Madison und im Omnium. Im nächsten Jahr belegte er den zweiten Platz im Punktefahren. 2007 wurde er jeweils Dritter beim UIV Cup in München und in Stuttgart. Bei der nationalen Meisterschaft wurde er Dritter im 1000-m-Zeitfahren und Zweiter im Keirin. In der Saison 2008 wurde er jeweils Vizemeister im Omnium und im Madison. Bei den UCI-Bahn-Weltmeisterschaften 2010 in Kopenhagen belegte Tazreiter den 17. Platz in der Mannschaftsverfolgung und den zehnten Platz im Madison zusammen mit Andreas Graf.

## Teams
- 2011 Champion System